# Kendalc'h
Kendalc'h (en breton, littéralement « maintien » ou continuité) est une confédération de cercles celtiques constituée fin 1950 à Quimper. Kendalc'h promeut la culture bretonne par le biais des arts populaires, basés sur huit champs d'action : la danse, le costume, la scène, la rue, la jeunesse, la formation, la musique et l'édition. 
Elle compte environ 180 associations bretonnes (dont 30 hors de Bretagne), qui œuvrent dans les domaines de la danse bretonne et du chant choral en langue bretonne. En 2020 elle fusionne avec l'autre confédération de Bretagne, War'l Leur, pour devenir la confédération Kenleur.

## Historique
Kendalc'h, nom proposé par Per Jakez Helias, est créé lors d'une assemblée constitutive en mairie de Quimper le 15 octobre 1950, par l'union de divers mouvements bretons, en présence de Jo Halleguen, député-maire, et de Fañch Bégot, président du Comité des
Fêtes de Cornouaille.
Elle regroupe tous ceux qu'intéresse la culture bretonne. Polig Montjarret en devient le secrétaire général. Elle est présidée par le résistant Pierre Mocaër jusqu'à sa mort en 1961.

Elle ne prend quelque importance qu'à partir de 1956 du fait de l'appoint de la Jeunesse étudiante bretonne et d'Emgleo Breiz, Fondation Culturelle Bretonne, venues renforcer ses éléments initiaux (le Bleun Brug, Ar Falz, Bleimor et la Bodadeg ar Sonerion). En 1956, elle édite le journal Breiz et crée en 1957 la Coopérative Breiz, devenue Coop Breizh.
En février 1977, la Charte culturelle bretonne, instiguée et rédigée par Yvonig Gicquel (président de Kendalc’h de 1973 à 1982) est validée par le président de la République Valéry Giscard d’Estaing à Ploërmel. 
En 1982, le premier rassemblement des chorales en langue bretonne a lieu sous le nom de « Breizh A Gan ».
En 1999 est créé « Dañs », concours de mise en scène et chorégraphie organisé par les fédérations de chaque département. Ce rassemblement annuel s'appelait anciennement « Emvod ». « Dañs Excellañs » est l'épreuve scénique des groupes de la catégorie Excellence. 
Kendalc'h fête en l'an 2000 son cinquantième anniversaire. En 2010, Kendalc’h créé Tradi'Deiz à l’occasion de son 60e anniversaire à Vannes. L'événement consistait à réunir le même jour en un même lieu tous les cercles celtiques participant au concours pour une journée de fête et d’échanges. Le succès de la journée a permis sa reconduite les années suivantes. Près de 10 000 personnes suivent le défilé et les spectacles lors des éditions. Il constitue la première manche du Championnat national de danse bretonne. En 2020, le championnat étant annulé pour cause de coronavirus, l'association invente un événement participatif à distance, le Confi’deiz.
En 2016, après cinq années de présidence et directeur de Kendalc'h durant près de trente ans, Jean Guého cède à place à un onzième président, Rozenn Le Roy, troisième femme à cette fonction, après Nadine Urvois (1995-2006) et Catherine Latour (2006-2011).
Le 27 juin 2020, lors d'une assemblée générale extraordinaire à Quimper, Kendalc’h fusionne avec War'l Leur pour donner naissance à une nouvelle confédération commune, Kenleur,.

## Organisation

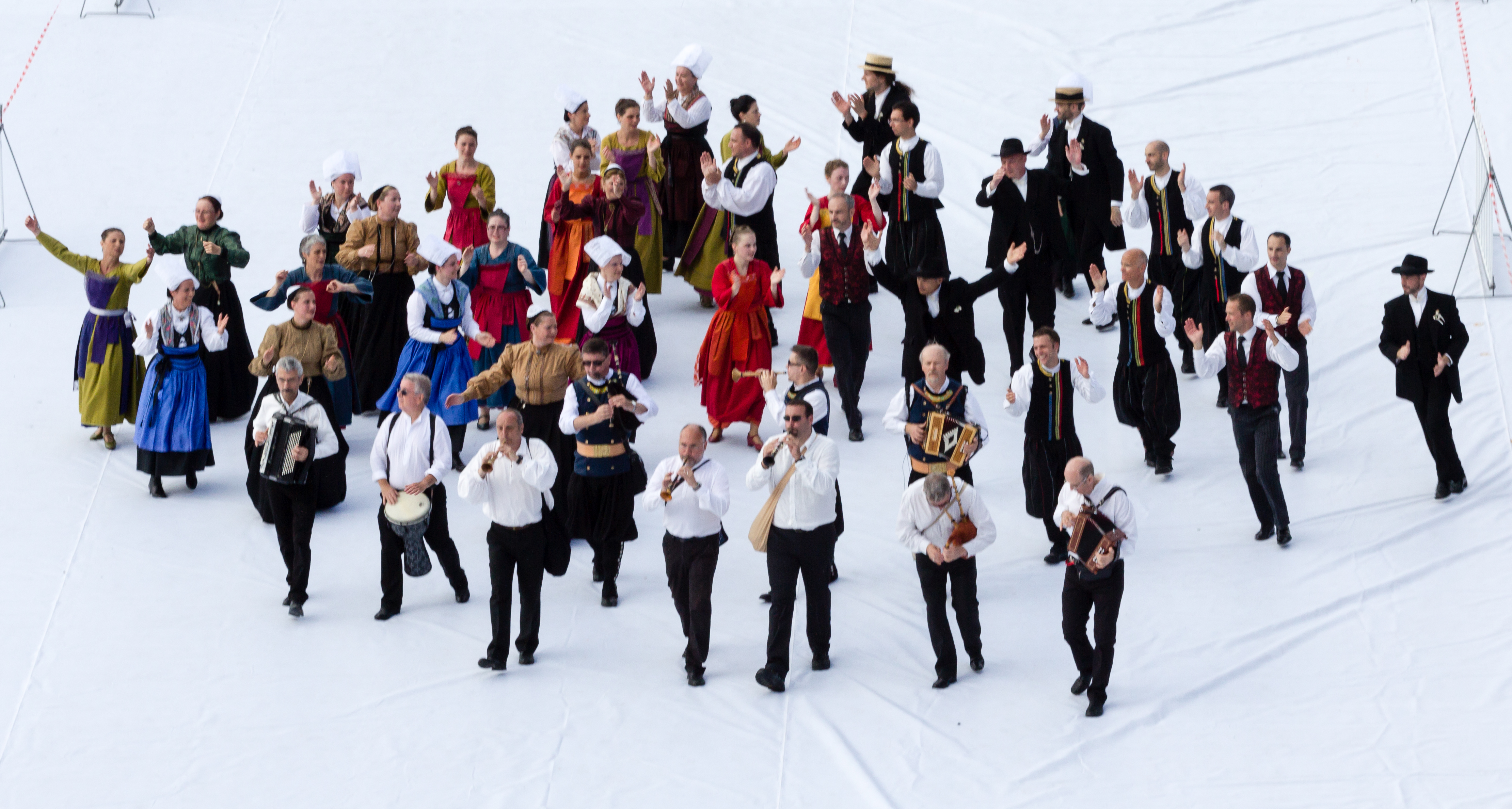
Arrivée de Kendalc'h Île-de-France au stade du Moustoir lors de la grande parade du Festival interceltique de Lorient 2012

Kendalc'h anime et coordonne les activités d'environ 180 associations qui œuvrent dans le domaine des arts et traditions populaires de Bretagne (7 fédérations de pays).
Au travers de la formation et de la diffusion, elle soutient une culture vivante. Ses principaux supports sont :
- des formations et stages divers ;
- la participation des ensembles adhérents dans les festivals en Bretagne et à l'étranger
- Championnat de Bretagne de la danse à Guingamp, en août (Fête de la Saint-Loup) ;
- Dañs Excellañs, un spectacle/concours dans le cadre du festival de Cornouaille à Quimper ;
- un festival annuel de chant choral en langue bretonne, le Breizh a Gan, organisé avec la fédération Kanomp Breizh ;
- Trophée Faltaziañ, un spectacle/concours dans le cadre du festival Kann al Loar à Landerneau début juillet depuis 2007 ;
- une revue interne (le Keleier) et un site internet ;
- un centre de ressources.

### Danse
Kendalc'h réalise un travail qui permet de « maintenir » vivante une forme d'expression culturelle la plus populaire
qui soit : la danse. La confédération s'attache à la faire vivre, à travers ses groupes et à la mettre en valeur en la diffusant
dans différents festivals et fêtes en Bretagne et à l'étranger. Formation de moniteurs, stages d'initiation, de perfectionnement, journées d'étude, colloques, concours, championnat de Bretagne (scène ouverte à la création et à la promotion de la mise en scène) ont permis de développer ce goût de la danse). La transmission et la pédagogie font une large place à l'image, au film vidéo. 

### Collectage
La collecte du patrimoine dansé a permis :
- l'édition de livrets, de fiches techniques, d'ouvrages dans la collection « Breizh Hor Bro » diffusée par Coop Breizh[13] ;
- la création d'une vidéothèque de danse traditionnelle ;
- l'édition de la collection vidéo « Danses de toutes les Bretagnes » et la mise en ligne de vidéos[14].

### Chant choral
Un des temps forts de la vie de Kendalc'h est le festival Breizh a Gan (« la Bretagne chante »), qui a été créé en 1982 pour promouvoir le chant choral de langue bretonne. Ce rassemblement itinérant (participation de 12 à 15 chorales ; 650 chanteurs et musiciens) se déroule chaque année le premier dimanche de décembre. Cette manifestation trouve son prolongement dans le travail suivi d'une Commission regroupant 20 chorales. Il aboutit à des créations :
- Kan evit ar Peoh (« Cantate pour la Paix »), 1993
- Oratorio Morbihan, 1995
- Cantate Penn-ar-Bed, 1997
- Oratorio Livadenn Ker Ys, 2000 (50e ans de Kendalc'h)[16].

En 2004, la fédération des chorales Kanomp Breizh est créé sous la présidence du compositeur et chef de chœur René Abjean.

### Enfants

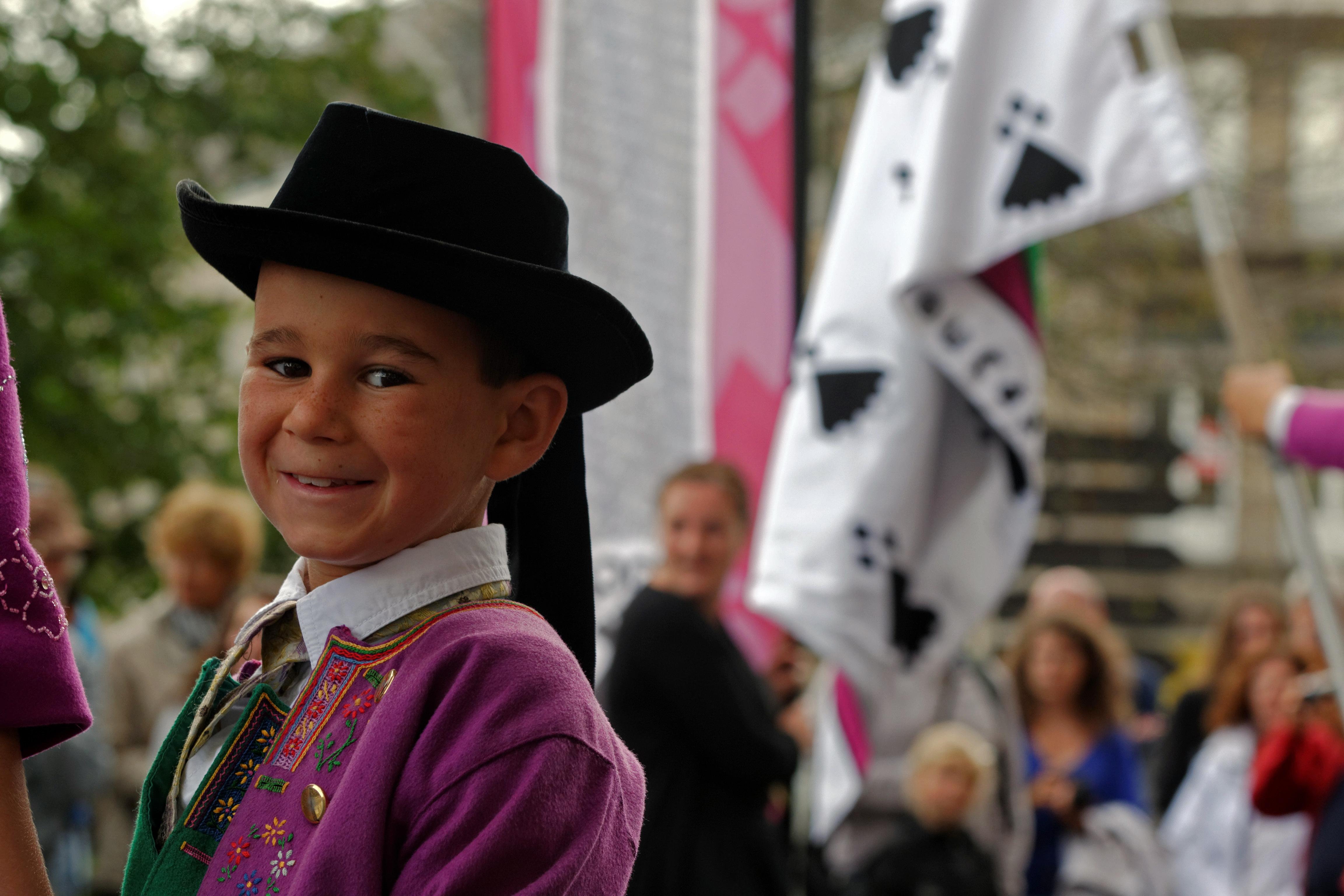
Enfant du cercle Bleunioù Sivi de Plougastel-Daoulas

De par ses adhérents, Kendalc'h est un mouvement de jeunesse. La Confédération développe des activités à destination des moniteurs de groupes enfants :
- formation de moniteurs spécialisation enfants ;
- journées d'étude de danse et séjours d'été pour enfants ;
- rassemblements annuels des jeunes au sein de chaque fédération de pays ;
- journées de danse et journées ludiques ;
- stages centrés sur la culture bretonne ;
- ensemble chorégraphique régional[16].

Le temps fort des activités enfants a lieu lors d'un festival annuel, Bugale Breizh (« Enfants de Bretagne »), chaque premier dimanche de juillet à Guingamp.
met à disposition des moyens matériels (fiches techniques, DVD Jibidi…).

### Partenaires et filiales
- Coop Breizh : Société anonyme basée à Spézet créée à l'initiative de Kendalc'h en 1957 afin de permettre à ses membres d'obtenir rapidement et facilement des ouvrages et musiques ayant trait à la Bretagne et aux pays celtiques. Coop Breizh assure ensuite auprès du grand public la promotion et le développement d'éditions, la publication et la diffusion de très nombreux livres, revues, disques, etc.
- An Tour Tan : Diffusion de contenus multimédias, notamment au travers de son site internet.
- Marque Bretagne : adhésion à la marque en 2011[18], un outil de communication qui lui a permis de réfléchir sur un nouveau code d'identification[19].
- Partenaires culturels : Kanomp Breizh, Le Fourneau, Kevre Breizh, Gouelioù Breizh, War'l Leur, Bodadeg ar Sonerion, Skol Uhel ar Vro (Institut culturel de Bretagne), Dastum, CIOFF France, Ti Douar Alré, Bretagne Culture Diversité...

- Ti Kendalc'h : Centre de formation et d'accueil de la Confédération pour l'ensemble de ses activités, créé par Kendalclh en 1968 à Saint-Vincent-sur-Oust. Il ferme en 2006, faute de moyen pour sa remise aux normes[20]. Le centre Per Roy est aussi un centre d'accueil permanent : centre de vacances, accueil de groupes, de classes vertes.